# Hamza Yerlikaya
Hamza Yerlikaya (ur. 3 czerwca 1976 w Kadıköy) – turecki zapaśnik. Złoty medalista olimpijski z Atlanty i Sydney. Czwarty w Atenach 2004. Jeden z najwybitniejszych i najbardziej utytułowanych zapaśników w historii tej dyscypliny.
Walczył w stylu wolnym, w kategorii wagowej od 74 gdy był juniorem do 96 kg w czasie kariery. Startował również na igrzyskach w 2004 roku i zajął tam 4. miejsce. Zdobył dziewięć medali mistrzostw Europy w zapasach (osiem złotych w 1996, 1997, 1998, 1999, 2000, 2002, 2005, 2006 oraz jeden srebrny w 1993 roku). Był również triumfatorem igrzysk śródziemnomorskich z 1997 roku a w 1993 zdobył brązowy medal. 
Pierwszy w Pucharze Świata w 1997, 2006 i 2007; drugi w 2002; piąty w 2001. Zdobywał też liczne tytuły jako junior.